# Poricella brancoensis
Poricella brancoensis är en mossdjursart som först beskrevs av Calvet 1906.  Poricella brancoensis ingår i släktet Poricella och familjen Arachnopusiidae. Inga underarter finns listade i Catalogue of Life.